# Juchhöh (Tirpersdorf)
Juchhöh ist ein Ortsteil der Gemeinde Tirpersdorf im sächsischen Vogtlandkreis. Der Ortsteil bildet keine eigene Gemarkung, sondern er liegt in den Fluren der Nachbarorte Droßdorf und Schloditz. Der Schloditzer Anteil von Juchhöh kam mit der Eingemeindung von Schloditz am 1. Juli 1973 zu Droßdorf, welches wiederum am 1. Januar 1994 nach Tirpersdorf eingemeindet wurde.

## Geografie

### Lage und Verkehr
Der Ortsteil Juchhöh liegt im Nordwesten der Gemeinde Tirpersdorf. Entlang der Linie Hauptstraße/Alte Obermarxgrüner Straße/Juchhöher Straße verläuft die Gemarkungsgrenze zwischen Schloditz und Droßdorf. Zum nördlichen, in Schloditzer Flur liegenden Anteil gehört das Gewerbegebiet des Orts.
Juchhöh befindet sich im Zentrum des Vogtlandkreises und im sächsischen Teil des historischen Vogtlands. Geografisch liegt der Ort im Osten des Naturraums Vogtland (Oberes Vogtland). Durch Juchhöh verläuft die Staatsstraße 312.
Der Ort wird von der TaktBus-Linie 92 des Verkehrsverbunds Vogtland bedient. Diese verbindet Juchhöh im Zweistundentakt mit Plauen, Oelsnitz, Adorf und Bad Elster. Außerdem verkehrt die RufBus-Linie 57 nach Theuma und Kottengrün.

### Nachbarorte
| Schloditz    |                                             | Theuma   |
| Obermarxgrün | Kompassrose, die auf Nachbargemeinden zeigt |          |
|              | Altmannsgrün                                | Droßdorf |

## Geschichte
Juchhöh bestand im 19. Jahrhundert aus zwei Siedlungen an der Kreuzung der Straßen von Oelsnitz/Vogtl. nach Dresden bzw. von Plauen nach Schöneck/Vogtl. Durch den Ort verläuft die Flurgrenze zwischen Schloditz und Droßdorf. Der obere Ortsteil von Juchhöh wurde auch als „Oberschloditz“ bezeichnet. Kirchlich ist Juchhöh sei jeher nach Theuma gepfarrt. Bezüglich der politischen Verwaltung gehörte Juchhöh bis 1856 zum kursächsischen bzw. königlich-sächsischen Amt Voigtsberg.
1856 wurde das in Schloditzer und Droßdorfer Flur gelegene Juchhöh dem Gerichtsamt Oelsnitz und 1875 der Amtshauptmannschaft Oelsnitz angegliedert. Im Jahr 1880 wurde das Schulgebäude des Orts errichtet.
Durch die zweite Kreisreform in der DDR kamen die Gemeinden Droßdorf und Schloditz im Jahr 1952 zum Kreis Oelsnitz im Bezirk Chemnitz (1953 in Bezirk Karl-Marx-Stadt umbenannt). Mit der Eingemeindung von Schloditz in die Gemeinde Droßdorf am 1. Juli 1973 wurden der Droßdorfer und der Schloditzer Anteil in einer Kommune vereint. Die Gemeinde Droßdorf kam im Jahr 1990 zum sächsischen Landkreis Oelsnitz, der 1996 im Vogtlandkreis aufging. Am 1. Januar 1994 erfolgte die Eingemeindung der Gemeinde Droßdorf mit ihren Ortsteilen nach Tirpersdorf, wodurch auch Juchhöh ein Ortsteil von Tirpersdorf wurde.